# 1957年全米選手権 (テニス)
1957年 全米選手権（1957ねんぜんべいせんしゅけん）に関する記事。

## 大会の流れ
- 1881年から1967年まで、全米選手権は各部門が個別の名称を持ち、大会会場も別々のテニスクラブで開かれた。これが他の3つのテニス4大大会と大きく異なる点である。
  - 男子シングルス 名称：全米シングルス選手権（U.S. National Singles Championship）/会場：ニューヨーク市クイーンズ区フォレストヒルズ、ウエストサイド・テニスクラブ （1924年-1977年）
  - 女子シングルス 名称：全米女子シングルス選手権（U.S. Women's National Singles Championship）/会場：フォレストヒルズ、ウエストサイド・テニスクラブ （1921年-1977年）
  - 男子ダブルス 名称：全米ダブルス選手権（U.S. National Doubles Championship）/会場：マサチューセッツ州ボストン市、ロングウッド・クリケット・クラブ （1946年-1967年まで）
  - 女子ダブルス 名称：全米女子ダブルス選手権（U.S. Women's National Doubles Championship）/会場：ボストン、ロングウッド・クリケット・クラブ （1946年-1967年まで）
  - 混合ダブルス 名称：全米混合ダブルス選手権（U.S. Mixed Doubles Championship）/会場：フォレストヒルズ、ウエストサイド・テニスクラブ （1942年-1977年）
- 1967年までは、男子ダブルス・女子ダブルスの2部門がボストンの「ロングウッド・クリケット・クラブ」で開かれ、他の3部門（男女シングルス・混合ダブルス）はフォレストヒルズで行われた。

## シード選手

### 男子シングルス
1. アシュレー・クーパー （準優勝）
2. ディック・サビット （4回戦）
3. スベン・デビッドソン （ベスト4）
4. ビック・セイシャス （ベスト8）
5. ニール・フレーザー （3回戦）
6. ハミルトン・リチャードソン （2回戦）
7. バッジ・パティー （ベスト8）
8. ハーバート・フラム （ベスト4）

### 女子シングルス
本年度の女子シード選手に関しては、不詳。

## 大会経過

### 男子シングルス
準々決勝
- アシュレー・クーパー vs.  バッジ・パティー 6-2, 6-3, 6-1
- ハーバート・フラム vs.  ビック・セイシャス 6-4, 3-6, 6-4, 4-6, 6-1
- マルコム・アンダーソン vs.  ルイス・アヤラ 6-1, 6-3, 6-1
- スベン・デビッドソン vs.  クリフトン・メイン 3-6, 6-3, 7-5, 6-4

準決勝
- アシュレー・クーパー vs.  ハーバート・フラム 6-1, 7-5, 6-4
- マルコム・アンダーソン vs.  スベン・デビッドソン 5-7, 6-2, 4-6, 6-3, 6-4

### 女子シングルス
準々決勝
- アリシア・ギブソン vs.  メアリー・ベヴィス・ホートン 6-2, 6-2
- ドロシー・ヘッド・ノード vs.  ロイス・フェリックス 6-2, 6-1
- ルイーズ・ブラフ vs.  アン・ヘイドン 7-5, 6-1
- ダーリーン・ハード vs.  シャーリー・ブルーマー 6-0, 6-1

準決勝
- アリシア・ギブソン vs.  ドロシー・ヘッド・ノード 6-2, 6-2
- ルイーズ・ブラフ vs.  ダーリーン・ハード 6-2, 6-4

## 決勝戦の結果
- 男子シングルス： マルコム・アンダーソン vs.  アシュレー・クーパー 10-8, 7-5, 6-4
- 女子シングルス： アリシア・ギブソン vs.  ルイーズ・ブラフ 6-3, 6-2
- 男子ダブルス： アシュレー・クーパー& ニール・フレーザー vs.  ガードナー・ムロイ& バッジ・パティー 4-6, 6-3, 9-7, 6-3
- 女子ダブルス： ルイーズ・ブラフ& マーガレット・オズボーン・デュポン vs.  アリシア・ギブソン& ダーリーン・ハード 6-2, 7-5
- 混合ダブルス： クルト・ニールセン& アリシア・ギブソン vs.  ロバート・ハウ& ダーリーン・ハード 6-3, 9-7